# Ziemia wieluńska
Ziemia wieluńska (łac. Terra Velumensis), pierwotnie Ziemia rudzka (łac. Terra Rudensis, Territorium Rudense)  – region historyczny w środkowej Polsce, stanowiący część ziemi sieradzkiej. Niegdyś jednostka terytorialna Królestwa Polskiego ze stolicą w Wieluniu, będąca częścią województwa sieradzkiego. 

## Położenie
Ziemia wieluńska graniczyła na północnym-zachodzie z Wielkopolską (ziemią kaliską), na północny, północnym-schodzie i wschodzie z ziemią sieradzką, na południowym wschodzie z Małopolską (ziemią krakowską), natomiast na południu i zachodzie ze Śląskiem.

## Historia

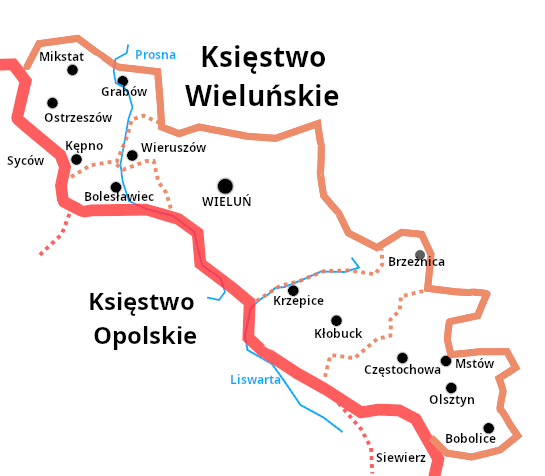
Księstwo wieluńskie (1370-1391)

### Okres rozbicia dzielnicowego
Powstała w miejscu należącej do Wielkopolski starej kasztelanii rudzkiej. Była ona wymieniona w bulli gnieźnieńskiej z 1136 roku, w której papież zatwierdził arcybiskupowi gnieźnieńskiemu dobra i dziesięciny m.in. z Rudy. Kasztelania ta na początku okresu rozbicia dzielnicowego była w dzielnicy senioralnej obok takich grodów jak Gniezno, Kalisz, Łęczyca, Sieradz, czy Kraków. Władzę nad nią sprawowali kolejno: Władysław Wygnaniec, Bolesław Kędzierzawy, Mieszko Stary i Kazimierz Sprawiedliwy. W wyniku toczących się walk o władzę w dzielnicach, w 1181 r. Mieszko odzyskał Wielkopolskę i przyłączył do niej ziemię rudzką. Od 1183 r. władzę nad kasztelanią rudzką i całym kaliskiem sprawował syn Mieszka Starego, Odon . 
Po śmierci Odona w 1194 r. ziemie te przeszły w posiadanie jego syna Władysława Odonica. Ze względu na jego małoletniość opiekę nad nim sprawował najpierw dziadek, a potem stryj – Władysław III Laskonogi. Po dojściu do pełnoletności młody Władysław Odonic zbrojnie odzyskał od stryja kaliskie i rudzkie w 1207 r., a także przyjął tytuł księcia kaliskiego. Zwycięstwo to było możliwe dzięki pomocy Henryka Brodatego, księcia śląskiego. Za rządów Odonica został założony Wieluń. W 1217 roku Władysław III Laskonogi ponownie uzyskał ziemię rudzką i dołączył ją do swojej dzielnicy. 
W wyniku wygranej bitwy z Laskonogim w 1227 r. Wielkopolskę wraz z ziemią rudzką znalazła się pod panowaniem Władysława Odonica. W wyniku walk z Odonicem zginął książę zwierzchni Polski Leszek Biały. Władysław Laskonogi, powołany przez możnych na tron krakowski, ponownie rozpoczął walki z bratankiem. Odonic sprzymierzył się z Konradem Mazowieckim i wspólnie najechali na Wielkopolskę, a w latach 1231-33 z powrotem do Wielkopolski przyłączył ziemię rudzką. Trzeci raz udało mu się pokonać stryja i zmusić go do szukania schronienia na Śląsku. Laskonogi umarł tam w 1231 r., zapisując wcześniej Wielkopolskę księciu śląskiemu Henrykowi Brodatemu. Uczynił to zgodnie z zawartym w Dankowie w 1217 r. układem na przeżycie, który zakładał on, że w razie bezpotomnej śmierci jednego z sygnatariuszy układu drugi odziedziczy jego księstwo. 
Po śmierci Laskonogiego rozpoczął się więc nowy etap walk o Wielkopolskę, a tym samym o ziemię rudzką. Książę śląski Henryk Brodaty domagał się tych terenów, a także zapłaty za udzieloną Odonicowi pomoc zbrojną w 1207 r. Aby wyegzekwować swoje prawa podjął działania zbrojne. W wyniku pierwszej wyprawy w 1233 r. utracił związane ze Śląskiem Ostrzeszowskie, natomiast dużo lepiej zakończyła się dla niego wyprawa z następnego roku. W wyniku podpisanego wtedy układu Henryk uzyskał Kalisz, ziemię rudzką, Śrem i Santok. Po śmierci Henryka Brodatego, ziemie te odziedziczył Henryk Pobożny. Ostatecznie pokonał on Odonica, który zmarł w 1239 r., władając jedynie zachodnimi skrawkami Wielkopolski. Henryk Pobożny nadał w 1238 r. ziemię kaliską i rudzką księżnej Wioli, wdowie po księciu opolskim Kazimierzu. Wiola tytułowała się księżną rudzką; w 1238 łaciński dokument wymienia Wiolę księżniczkę Kalisza i Rudy (łac. "Viola ducissa de Kalis et de Ruda") oraz jej syna Władysława. Jej starszy syn Mieszko, książę opolski, rościł sobie pewne prawa do zwierzchnictwa nad tą ziemią .

Śmierć księcia Henryka Pobożnego pod Legnicą, w czasie najazdu tatarskiego w 1241 r., umożliwiła synom Odonica, Przemysłowi I i Bolesławowi Pobożnemu, odebranie ziemi kaliskiej i zachodniej części ziemi rudzkiej przy poparciu możnowładztwa i rycerstwa wielkopolskiego. We wschodniej części, gdzie znajdowała się Ruda, władzę sprawował syn Wioli Władysław. W 1247 r. Przemysł i Bolesław podzielili między siebie ziemie wielkopolskie będące w ich posiadaniu. Pierwszy otrzymał poznańskie, natomiast drugi kaliskie z zachodnią częścią ziemi rudzkiej. W 1249 r. Przemysł I zajął siłą Rudę i przyłączył całą ziemię rudzką do Wielkopolski. Władysław opolski zrzekł się wszelkich pretensji do Kalisza i ziemi rudzkiej, otrzymując w zamian za żonę Eufemię, siostrę Przemysła I. W 1250 r. Przemysł i Bolesław bracia zamienili się dzielnicami, a w 1253 r. bracia dokonali ponownej zamiany. Po śmierci Przemysława niepodzielnym władcą całej Wielkopolski został Bolesław Pobożny. Za jego panowania poważnemu rozszerzeniu uległy granice ziemi rudzkiej, do której przyłączył Mykanów, Rybno, Kruszynę i Kłomnice. Ponadto w 1268 r. wybudował on zamek obronny w Bolesławcu.

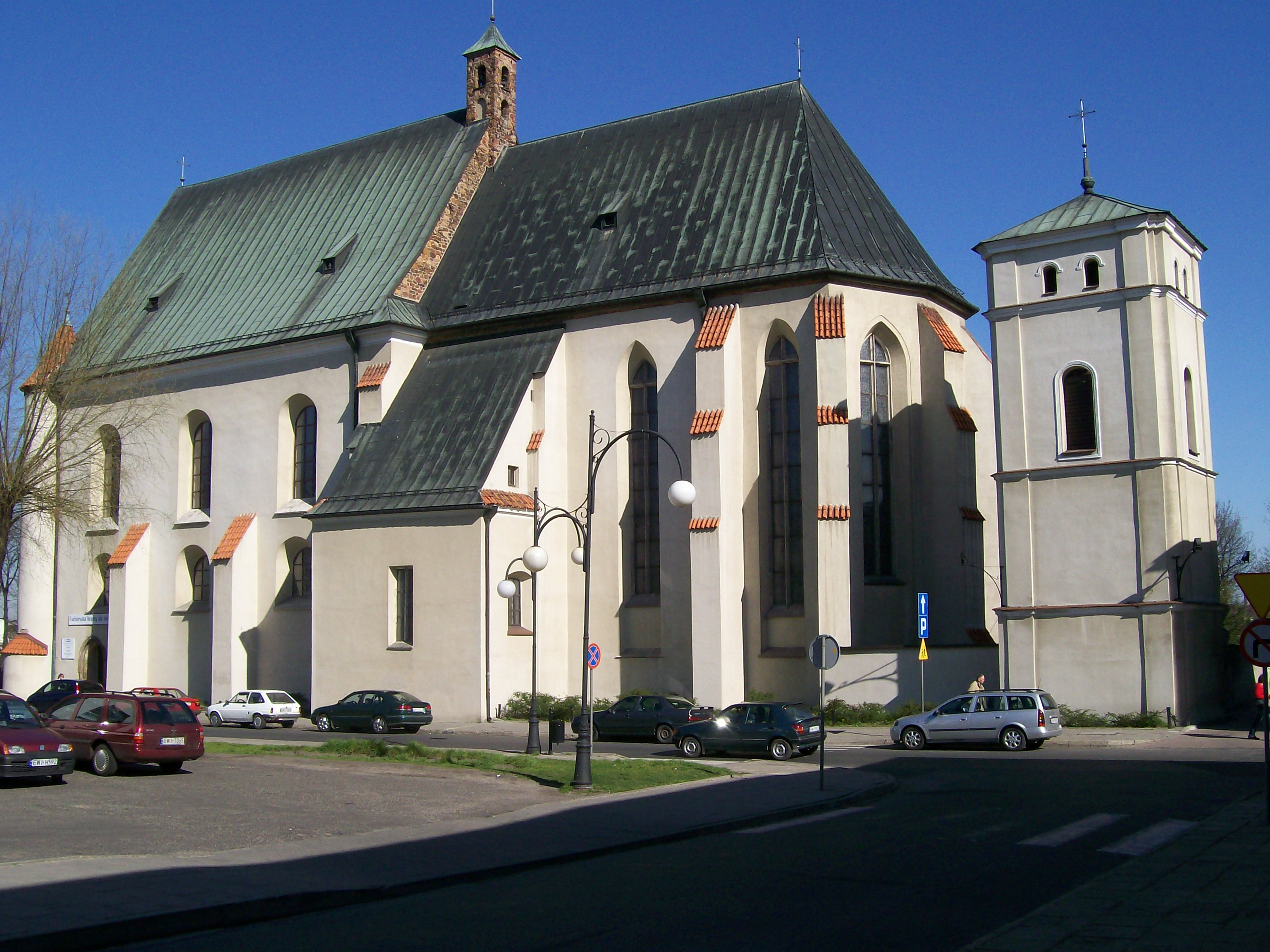
Kolegiata Bożego Ciała w Wieluniu

Bolesław Pobożny zmarł w 1279 r., a spuścizna po nim, w tym ziemia rudzka, dostała się w ręce jego bratanka Przemysła II. Ten, wzięty w 1281 r. do niewoli przez Henryka IV Probusa, musiał zrzec się całej ziemi rudzkiej. Po upadku grodu w Rudzie i zwiększeniu się gospodarczego znaczenia Wielunia, w 1281 roku Henryk IV przeniósł siedzibę kasztelanii do Wielunia i odtąd w źródłach historycznych ziemia rudzka zastąpiona jest nową nazwą – ziemia wieluńska. Kasztelanem wieluńskim został wówczas Szymon Gallicus. Wypuszczony na wolność Przemysł uznał, że obietnica dana księciu śląskiemu nie jest ważna, gdyż została wymuszona. Nie zrezygnował z ponownego opanowania tych ziem, a efektem jego starań było powtórne przyłączenie ziemi rudzkiej do Wielkopolski w 1287 r. Jedynie Bolesławiec z okolicą pozostał poza jego panowaniem. 
Po zabójstwie króla Przemysła II w 1296 r. ziemia rudzka wraz z Wielkopolską przeszła pod panowanie ówczesnego księcia łęczycko-kujawskiego Władysława Łokietka. Rządy jego jednak trwały tu bardzo krótko, gdyż już w 1300 r. opanował je król czeski Wacław II. Z kolei po nim władzę przejął tu syn Władysława opolskiego, Bolesław, a po 1313 r. jego wnuk Bolesław I, książę niemodliński . 

### W Koronie Królestwa Polskiego
Zasiadający na tronie krakowskim od 1320 r. Władysław Łokietek już rok później przyłączył ziemię wieluńską do Polski. W 1329 r. król odkupił Bolesławiec wraz z okręgiem. W ten sposób cała ziemia zw. dawniej rudzką znalazła się w granicach państwa polskiego. Mimo licznych najazdów przeżywała swój rozkwit za panowania Kazimierza Wielkiego. Została wtedy, wraz z innymi zachodnimi ziemiami nadgranicznymi, włączona do systemu fortyfikacji. Zamki obronne wybudowano między innymi w Wieluniu, Ostrzeszowie, Bolesławcu oraz Krzepicach. Szczególnie wiele uwagi król poświęcił Wieluniowi, który rozbudowano oraz otoczono murem obronnym. Wszelkie prace w tym mieście zakończono w 1351 r. Przecinające się tu szlaki komunikacyjne – łączące Morawy z Pomorzem, Ruś ze Śląskiem i Małopolskę z Wielkopolską – były źródłem dobrobytu Wielunia. Ponadto, od 1365 r. mieszkańcy Wielunia posiadali przywilej, zwalniający ich z opłat targowych w całym ówczesnym województwie sieradzkim.
W latach 1370–1391 w ziemi wieluńskiej (funkcjonującej jako księstwo wieluńskie) i w pobliskiej Częstochowie rządy sprawował Władysław Opolczyk. Otrzymał on księstwo wieluńskie od Ludwika Węgierskiego jako lenno. Opolczyk, tytułujący się księciem wieluńskim, był wnukiem księcia opolskiego Bolesława, byłego władcy Wielunia. Oderwanie ziemi wieluńskiej od państwa polskiego wywołało niezadowolenie polskiej szlachty. Szczególnie po śmierci króla żądali powrotu tych ziem. Gdy na zjeździe w Sieradzu w 1383 r. wzywali Jadwigę na tron polski, domagali się by ziemie rozdane przez jej ojca, w tym ziemia wieluńska, wróciły do Korony. Zadanie to zrealizował Władysław Jagiełło, który zaatakował w 1391 r. spiskującego przeciw Polsce i szukającego porozumienia z Krzyżakami Opolczyka. Bolesławiec jako ostatni dostał się pod panowanie polskie dopiero w 1401 r., to jest już po śmierci Władysława Opolczyka.
Od początku XV wieku, aż do rozbiorów ziemia wieluńska znajdowała się w granicach państwa polskiego. Ze względu na skromne rozmiary oraz brak pełnej hierarchii urzędniczej otrzymała wówczas status ziemi, a ok. 1420 r. została włączona do województwa sieradzkiego. Ziemia wieluńska składała się z dwóch powiatów: wieluńskiego i ostrzeszowskiego. W 1299 miała miejsce ostatnia wzmianka o ziemi rudzkiej (łac."Terra Rudensis"), później zawsze nazywano ją ziemią wieluńską ale ślad starej nazwy pozostał w tytulaturze i jeszcze do 1411 kasztelanowie tytułowali się na przemian rudzkimi i wieluńskimi . 
Ziemia wieluńska rządziła się osobno, mając własnych urzędników ziemskich (począwszy od podkomorzego) i sądowych. Wybierała jednego senatora mniejszego, którym był kasztelan wieluński. Miała starostwa grodowe: wieluńskie i ostrzeszowskie, i niegrodowe: bolesławskie i grabowskie. Na własnych sejmikach odbywanych w Wieluniu obierano 2 posłów. Wojewoda sieradzki mianował podwojewodziego wieluńskiego i dowodził pospolitym ruszeniem tej ziemi.
Wiek XV nie był spokojny dla ziemi wieluńskiej i Wielunia. Ziemie te, będące teraz nadgranicznymi ziemiami Królestwa Polskiego, dotykały liczne najazdy książąt śląskich i czeskich. Od roku 1451, gdy Wieluń obdarzony został przywilejem składu na towary przywożone przez obcych kupców, nasiliły się napady rabunkowe. Sytuację utrudniała także wojna celna prowadzona między Polską i jej południowym sąsiadem. Władcy polscy próbowali położyć kres tym niszczycielskim najazdom. Napady i rabunki powtarzały się, aż do początku XVI wieku. Jednocześnie jednak XV wiek był okresem świetności Wielunia. Mimo że Wieluń stracił swoją pozycję jedynego pomostu pomiędzy Wielkopolską a Małopolską, odbywały się tu liczne zjazdy i spotkania. W 1416 i 1418 roku prowadzono w tym mieście rozmowy z przedstawicielami Zakonu Krzyżackiego. Prymas Polski Mikołaj Trąba ogłosił tu w 1420 r. statuty synodalne, zawierające akcenty antyhusyckie. Natomiast w 1424 r. król Władysław Jagiełło wydał tzw. edykt wieluński skierowany przeciw husytom. 

W XVII wieku w ziemi wieluńskiej szlachta stanowiła 2,45% mieszkańców.

Herb ziemi wieluńskiej z 1410

## Herb
Ziemia wieluńska miała własny herb w postaci baranka z chorągiewką i krzyżem, podczas gdy herb województwa przedstawiał pół orła czarnego w czerwonym polu i pół lwa czerwonego w żółtym polu, w koronie złotej, pokrywającej obie głowy. Jan Długosz o chorągwi sieradzkiej w bitwie pod Grunwaldem napisał następująco:

Chorągiew ziemi wieluńskiej z bitwy pod Grunwaldem (1410)

... w której jednej połowie znajdowało się pół orła białego na czerwonym polu, a w drugiej połowie pół płomienistego lwa na białym polu.

Herb ziemi wieluńskiej znajduje się na nagrobku Władysława II Jagiełły na Wawelu. Zlokalizowany jest na boku tumby, pod stopami postaci symbolizującej monarchę, na pamiątkę przyłączenia tej ziemi do Królestwa Polski.
Województwa łęczyckie i sieradzkie za swój mundur obywatelski przyjęły kontusz karmazynowy, wyłogi granatowe i żupan biały.

## Miasta dawnej Ziemi Wieluńskiej
| Lp. | Miasto            | Populacja | Powierzchnia | Dawny powiat             | Obecne województwo |
| --- | ----------------- | --------- | ------------ | ------------------------ | ------------------ |
| 1.  | Wieluń            | 20 826    | 16,90 km²    | wieluński                | łódzkie            |
| 2.  | Ostrzeszów        | 13 776    | 12,13 km²    | ostrzeszowski            | wielkopolskie      |
| 3.  | Kępno             | 13 680    | 7,79 km²     | ostrzeszowski            | wielkopolskie      |
| 4.  | Wieruszów         | 8394      | 5,98 km²     | wieluński, ostrzeszowski | łódzkie            |
| 5.  | Praszka           | 7182      | 9,34 km²     | wieluński                | opolskie           |
| 6.  | Działoszyn        | 5330      | 4,94 km²     | wieluński                | łódzkie            |
| 7.  | Lututów           | 2218      | 19,00 km²    | wieluński                | łódzkie            |
| 8.  | Grabów nad Prosną | 1912      | 2,58 km²     | ostrzeszowski            | wielkopolskie      |
| 9.  | Mikstat           | 1707      | 2,49 km²     | ostrzeszowski            | wielkopolskie      |
| 10. | Osjaków           | 1350      | 8,27 km²     | wieluński                | łódzkie            |
| 11. | Bolesławiec       | 1150      | 2,96 km²     | wieluński                | łódzkie            |

### Miasta zdegradowane
| Dawne miasto | Populacja | Prawa miejskie | Degradacja | Województwo   |
| ------------ | --------- | -------------- | ---------- | ------------- |
| Baranów      | 2233      | przed 1426     | 1907       | wielkopolskie |
| Danków       | 544       | przed 1283     | przed 1400 | śląskie       |
| Toporów      | 540       | 1490           | przed 1673 | łódzkie       |
| Kamion       | 188       | 1462           | przed 1583 | łódzkie       |
| Łubnice      | 102       | 1440           | przed 1500 | łódzkie       |

### Mapy
- Atlas Fontium (mapa kartograficzna I Rzeczypospolitej z II połowy XVI wieku): (1) http://atlasfontium.pl/index.php?article=corona (mapa i indeks do pobrania); (2) http://hgisb.kul.lublin.pl/azm/pmapper-4.2.0/map_default.phtml?config=korona&language=pl&resetsession=ALL
- Mapa ziemi wieluńskiej w XV/XVI w. w Słowniku historyczno-geograficznym ziem polskich w średniowieczu
- Stan Wielkopolski tuż po rozbiorach (mapa Gilly’ego: zabór pruski pod koniec XVIII w.): https://terrasiradiensis.jimdofree.com/mapy/mapa-gilly-ego/